# Lycée Jean-Moulin (Draguignan)
Pour les articles homonymes, voir Lycée Jean-Moulin, Jean Moulin (homonymie) et Moulin (homonymie).
Le lycée Jean-Moulin, appelé également lycée général et technologique Jean-Moulin, est un établissement français d'enseignement secondaire situé place de la Paix à Draguignan (Var, Provence-Alpes-Côte d'Azur). Comme nombre d’établissements scolaires en France, il porte le nom du résistant Jean Moulin (1899-1943). 

## Classement du lycée
En 2015, le lycée se classe 11e sur 25 au niveau départemental quant à la qualité d'enseignement, et 1352e au niveau national. Le classement s'établit sur trois critères : le taux de réussite au bac, la proportion d'élèves de première qui obtient le baccalauréat en ayant fait les deux dernières années de leur scolarité dans l'établissement, et la valeur ajoutée (calculée à partir de l'origine sociale des élèves, de leur âge et de leurs résultats au diplôme national du brevet).

## Personnalités
Voici les personnalités ayant fréquenté ce lycée : 
- Cyprien Iov vidéaste web et scénariste français
- Fabien Matras personnalité politique française
- Richard Strambio maire de Draguignan depuis 2014